# D-kanot

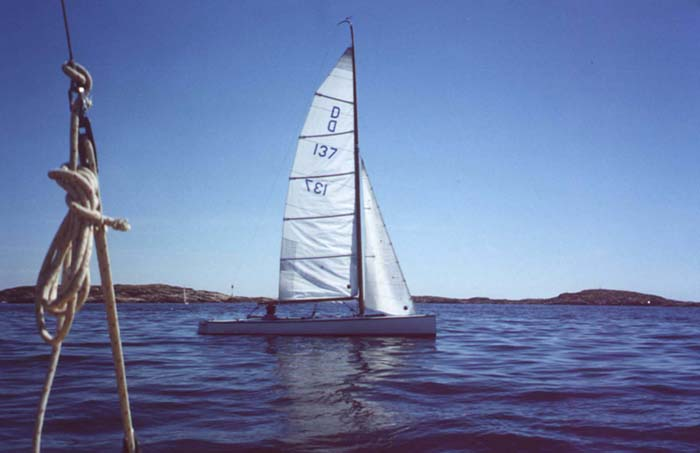

D-kanoten är en  segelkanot, dvs en mindre centerbordsbåt som har en spetsig för- och akterstäv, precis som en kanot för paddling.
D-kanot är den äldsta klassen av C-, D- och E-kanoter och började byggas redan på 20-talet. Den kan byggas i dukad kravell, plywood eller gjutas i plast och är den enda av dessa tre klasser som är barlastad. Detta gör att den blir stadig även när den har en så liten bredd som 1,30 m. Med uppdraget centerbord är dess djupgående cirka 20 cm. Med D-kanot kan man tävla i SM och DM.
D-kanoten är en utmärkt långfärdsbåt med gott om stuvutrymme och man kan sova två personer i den om man har ett bomtält.

## Dimensioner och vikt
| Skrovets längd:   | 5,5 - 6,0 meter  |
| Skrovets bredd:   | 1,30 - 1,5 meter |
| Minsta skrovvikt: | 235 kg           |
| Segelyta max:     | 13,00 m²         |